# 2022년 사키 공군 기지 공격

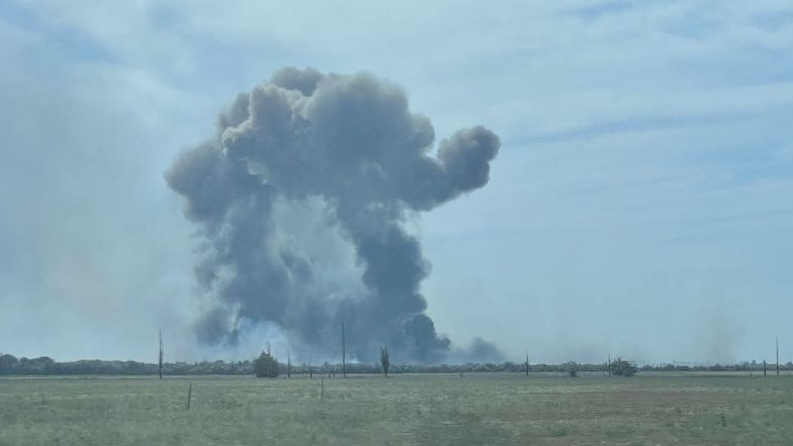

2022년 사키 공군 기지 공격은 러시아의 우크라이나 침공 중에 일어난 사건으로, 2022년 8월 9일 크림반도 노보페도리브카에 있는 사키 공군기지에서 여러 차례의 대규모 폭발이 발생했다. 이 군사기지는 러시아-우크라이나 전쟁의 일환으로 2014년 크림반도를 합병하는 동안 러시아군이 점령했다. 이 폭발로 여러 대의 러시아 전투기가 파괴되었고 상당한 다른 피해가 발생했다. 우크라이나 당국은 처음에는 암묵적으로 책임을 졌지만, 사건이 발생한 지 4주 후 우크라이나 군사 사령관인 발레리 잘루즈니가 이것이 우크라이나 미사일 공격이었다고 명확히 밝혔다.
사키 공군 기지는 2023년 9월 21일에 공격을 받았다.